# Simon Bougis
Simon Bougis, né à Sées en 1630 et mort le 6 juillet 1714, est un moine bénédictin français, abbé et supérieur général de la Congrégation de Saint-Maur.

## Biographie
Originaire de la ville de Sées, Simon Bougis entre au noviciat de l’abbaye de Vendôme, où il a pour prieur dom Vincent Marsolle, et pour sous-prieur, dom Claude Martin. Ayant achevé son noviciat, il prononce ses vœux le 6 juillet 1651. 
En 1660, il devient sous-prieur de Marmoutier et, cinq ans plus tard, il est nommé prieur et directeur des jeunes profès à Lagny. Marfolle, élu général en 1671, le prend pour secrétaire. Simon Bougis réalise la plupart des épreuves, et collationne les manuscrits nécessaire à l’édition des œuvres de saint Augustin.
À la mort de Marfolle, en 1681, Bougis est élu prieur de Saint-Denys, pour remplacer Mommole Geoffroy, qui avait été déposé par un ordre surpris à la religion de Louis XIV[Quoi ?]. Deux ans plus tard, Simon Bougis devient député au chapitre général, dont il est un des définiteurs. Il y est élu visiteur de la province de Normandie. « En vain allégua-t-il la faiblesse de sa santé : le président du chapitre lui répondit que son corps et sa santé n’étaient point à lui ; mais à la religion, et qu’il devait s’estimer heureux, s’il mourait en pratiquant la vertu d’obéissance. »
Après trois ans de visitatoriat, il est élu prieur de Saint-Ouen de Rouen, où il rédige en latin un recueil décrivant l’introduction de la réforme de Saint-Maur dans ce monastère. Il acquiert une bonne réputation auprès des notables de la ville.
En 1690, après le retrait de Claude Martin, qui avait rempli l’office d’assistant pendant neuf ans, Simon Bougis est choisi pour remplir sa charge, qu'il l’occupe pendant neuf ans. Au chapitre de 1699, il en est élu président, puis général. Il proteste contre son élection, et déclare qu’il n’acceptera jamais cette dignité ; mais toutes ses résistances tendent à confirmer les définiteurs dans le choix qu’ils avaient fait. La veille de la conclusion du chapitre général, il ordonne secrètement qu’on lui tienne prêt un cheval pour quatre heures du matin, et après avoir entendu la messe, il fuit en prenant la route de Vendôme. Dom Boistard, le plus ancien définiteur, ayant appris sa fuite, assembla les définiteurs et fait procéder à une nouvelle élection, qui l'élit à ce poste. Le père Bougis en apprend la nouvelle à Vendôme, et rédige une lettre pleine de soumission au nouveau général, qui lui offre la possibilité de choisir son prochain monastère. 
Cet épisode lui gagne l'estime de nombreuses personnalités influentes, dont le roi de France et sa cour. Le pape Clément XI, qui venait de casser l’élection de deux autres généraux, remarqua  « qu’il ne s’étonnait pas s’il y avait tant de bien dans la congrégation de Saint-Maur, puisqu’on y fuyait les dignités. ».
Simon Bougis choisit le monastère de Jumièges. Il demande au père prieur la charge de s'occuper du soin des lampes, et de quelques autres humbles offices. Le supérieur lui accorde ces charges ainsi que tout son pouvoir dans le monastère ; il permet à tous ses religieux de le consulter et de suivre ses avis, et se règle lui-même aussi bien que le visiteur, et toute la province de Normandie, sur ses conseils pour le gouvernement. Deux ans après, le premier affiliant étant mort, le père général fait élire dom Bougis à la diète de 1701. Cet office lui est renouvelé au chapitre général de l’année suivante.
Les religieuses du Val-de-Grâce l’élisent comme supérieur et visiteur, et afin de s’assurer qu'il accepte cet office, elles adressent une demande au roi. Dom Bougis ne peut résister à l'autorité du roi, et accepte de gouverner ces religieuses. Lorsqu’il quitte plus tard cette fonction, le roi lui témoigne son contentement. Au chapitre général de 1705, dom Claude Boistard, âgé d’environ 85 ans, demande sa démission au définitoire, et Simon Bougis est élu général à sa place, à sa seule opposition. Le plus ancien des définiteurs lui commande, au nom du chapitre, d’accepter la charge. Il n’y a alors plus moyen pour lui de prendre la fuite, et le matin du jour de la nomination des supérieurs, il est aperçu fondant en larmes aux pieds de son confesseur qui refusait de lui donner l’absolution s’il n’acceptait le généralat. Il l’accepte finalement dans un esprit de soumission et d’obéissance ; mais la légende raconte qu'il pleure abondamment lors de sa nomination publique au grade de supérieur-général. Il a alors 76 ans, et il gouverne durant six années la congrégation.
Dom Bougus s’acquitte de tous les devoirs de général, sans jamais oublier ceux de simple religieux. À l’âge de 81 ans, il se fait décharger du poids du généralat. Retourné à l'état de simple moine, il vit encore trois ans. Lorsque, ses forces diminuant, il est réduit à un état où il ne peut plus marcher, ni lire, ni écrire, il se fait porter tous les jours à la grand-messe et à vêpres. Il tombe malade d’une fièvre violente, et meurt à l'âge de 84 ans. Il est inhumé dans la grande chapelle de la Sainte Vierge, auprès du père Mabillon.

## Œuvres
Dom Bougis avait une connaissance approfondie de saint Augustin et saint Bernard. Il a rédigé plusieurs ouvrages tant imprimés que manuscrits, comme ses Méditations pour les novices et les jeunes profès, et pour toutes sortes de personnes qui sont encore dans la vie purgative (Paris, Billaine, 1674, in-4°). Cet ouvrage réimprimé à Paris, chez Pierre de Bats, en 1684, fut fort estimé, et servit aux nouveaux profès et aux religieux plus anciens. Il est divisé en deux parties : dans la première Dom Bougis y a recueilli les vérités et les maximes de la morale chrétienne et religieuse, qui lui ont paru les plus propres à leur instruction. La seconde partie offre des méditations sur l’enfance, et sur la passion et la résurrection de Jésus-Christ.
- Méditations pour tous les jours de l’année (Paris, Billaine, 1679, 2 vol. in-4° ; Lettre circulaire sur la mort de Dom Vincent Marsolle, supérieur-général de la congrégation (12 septembre 1681)
- Méditations sur les principaux devoirs de la vie religieuse, Paris, de Bats, 1699, 1 vol. in 4° ; Idea religiosi in operibus S. Bernardi adumbrata, traité sur les devoirs des religieux dans tous leurs différents états, tout tiré des propres paroles de saint Bernard, ouvrage qui n’a pas été imprimé, mais il s’en est répandu beaucoup de copies.
- Manuel des religieux, ou traité des vœux.

Dom Bougis avait encore composé plusieurs autres ouvrages qui n’ont pas été mis au jour : un traité de la charité ; un commentaire sur les psaumes ; un traité sur le droit canon ; un recueil des vies des saints religieux de la congrégation ; des mémoires, dont le père Martene s’est servi pour en composer l’histoire générale.

## Source
- Jean François, Bibliothèque générale des écrivains de l’Ordre de Saint Benoit, t. 3, Bouillon, Société typographique, 1778, p. 490-494